# 玉蝉花
玉蝉花（学名：Iris ensata）为鸢尾科鸢尾属的植物。

## 形态
多年生草本。根状茎短而粗壮，基部常具有残叶裂成的纤维状毛；狭线形叶片；春季开蓝色花，1－3朵生于花茎顶端。

## 分布
分布于俄罗斯、日本、朝鲜以及中国大陆的山东、吉林、辽宁、黑龙江、浙江等地，生长于海拔100米至4,200米的地区，见于沼泽地以及河岸的水湿地。

## 别名
花菖蒲（中国高等植物图鉴），紫花鸢尾（东北植物检索表），东北鸢尾（庐山植物园栽培植物手册）

## 异名
- Iris ensata Thunb. var. hortensis Makino et Nemoto

## 圖片

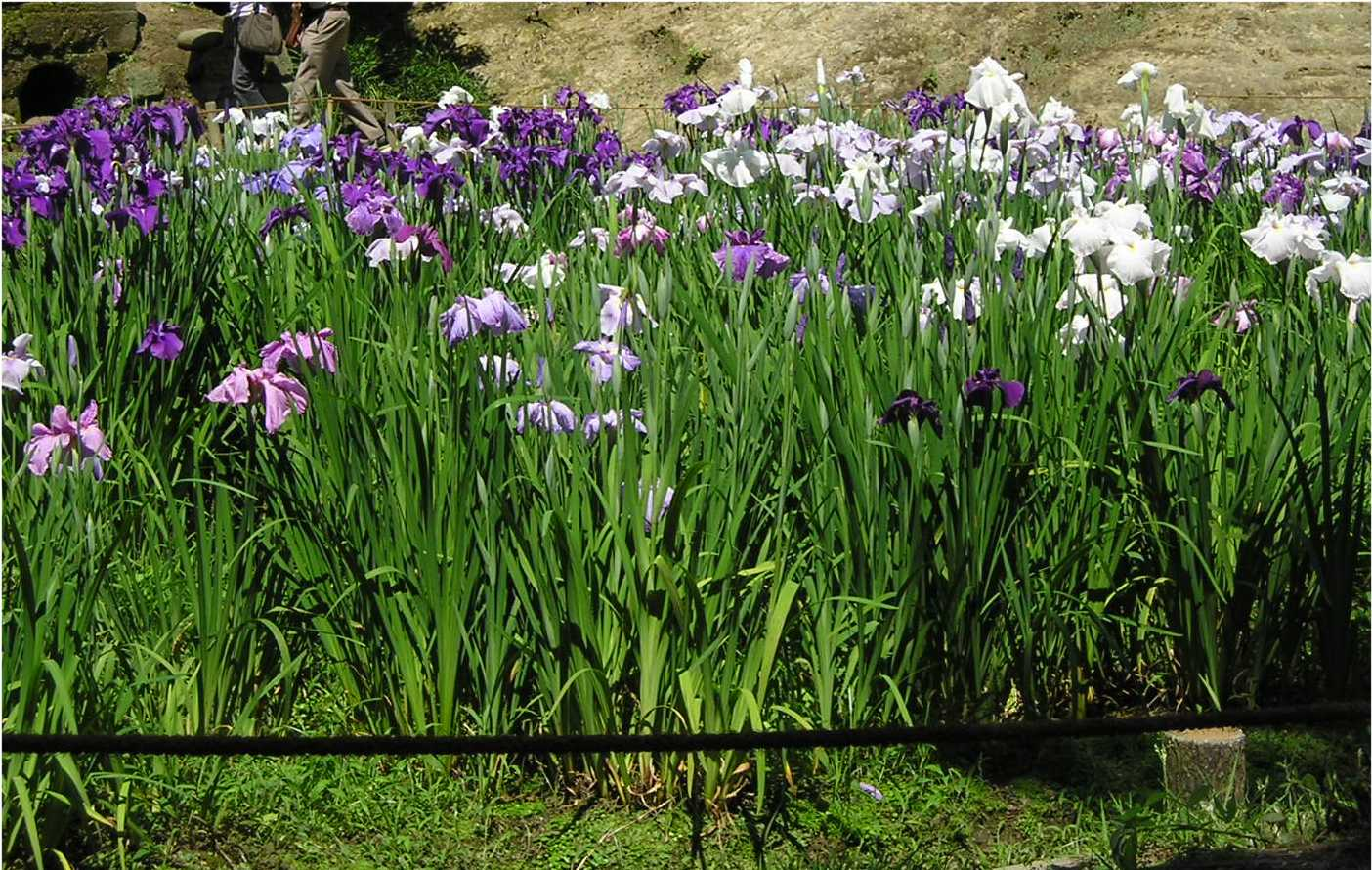
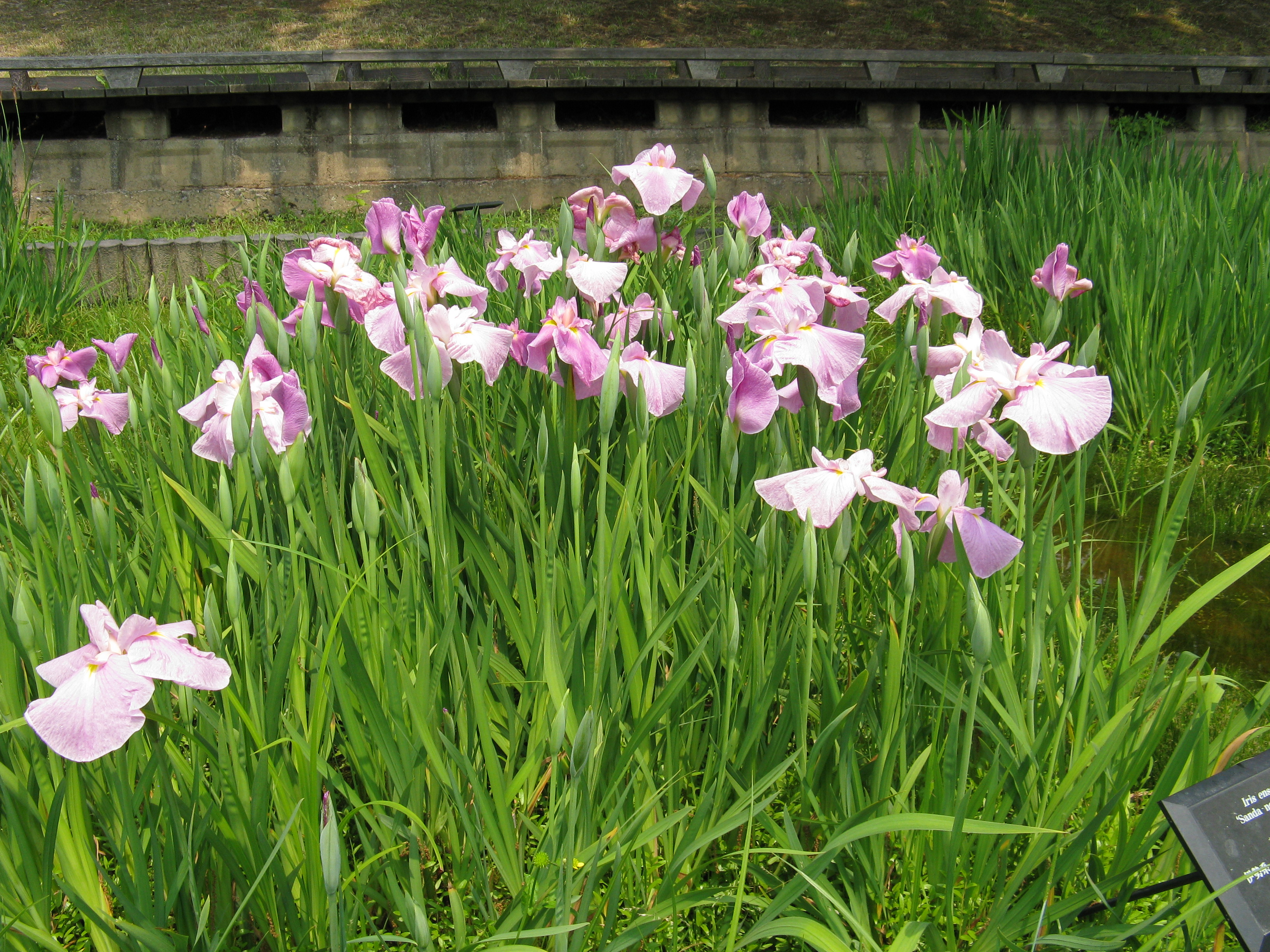
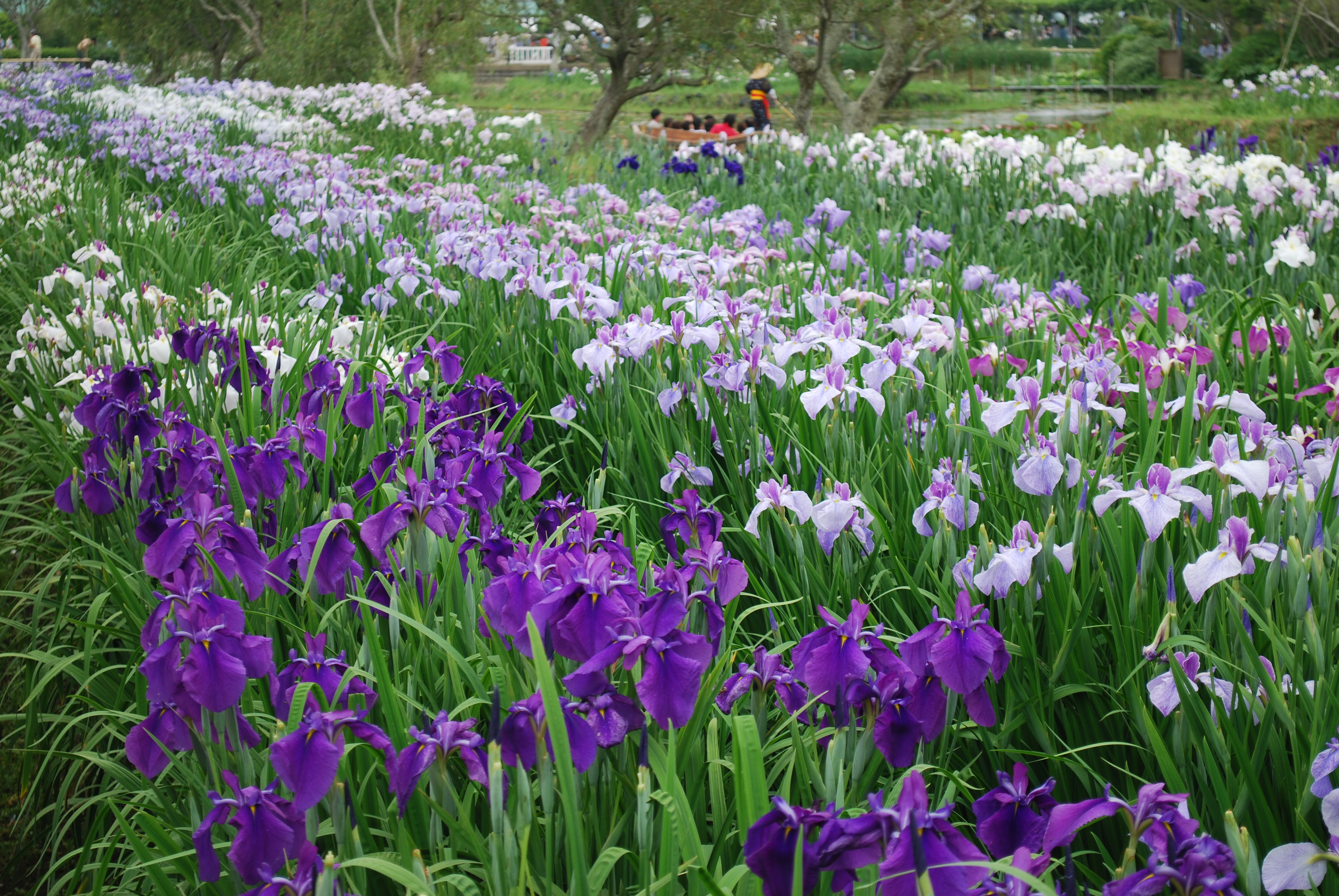

## 外部連結
- Japanese Iris/Hanashobu Wall Paper Files (in Japanese)
- Japanese Iris/Hanashobu Photo Album 1 (in Japanese)
- Japanese Iris/Hanashobu Photo Album 2 (in Japanese)